# Gloria Montenegro Rizzardini
Gloria del Carmen Montenegro Rizzardini (16 de juliol de 1941) és una biòloga, científica i acadèmica xilena, especialitzada en botànica. El 1998 va obtenir el Premi L'Oréal-Unesco per a les dones i la ciència.
Es va titular com a professora de biologia i ciències naturals de la Pontificia Universidad Católica de Chile l'any 1964. Ha realitzat cursos d'ultraestructura cel·lular vegetal a la Universitat de Houston, d'ensinistrament en fitoquímica i d'anatomia vegetal de plantes vasculars, ontogènia i d'evolució de sistemes meristemàtics vasculars, tots dos a la Universitat de Texas. És professora titular de Botànica i Recerca en Conservació i Biologia de Flora Nativa de la Facultat d'Agronomia i Enginyeria Forestal de la PUC.

## Reconeixements
- Reconeixement a la trajectòria, INAPI.[5]
- Millor Emprenedoria (2013).[6]
- Dona Capdavantera 2008 d'El Mercurio.[7]
- Premi Chilectra Energía de Mujer 2011.[cal citació]
- Premi a la Dona Innovadora en Agricultura 2011.[cal citació]